# Scampi

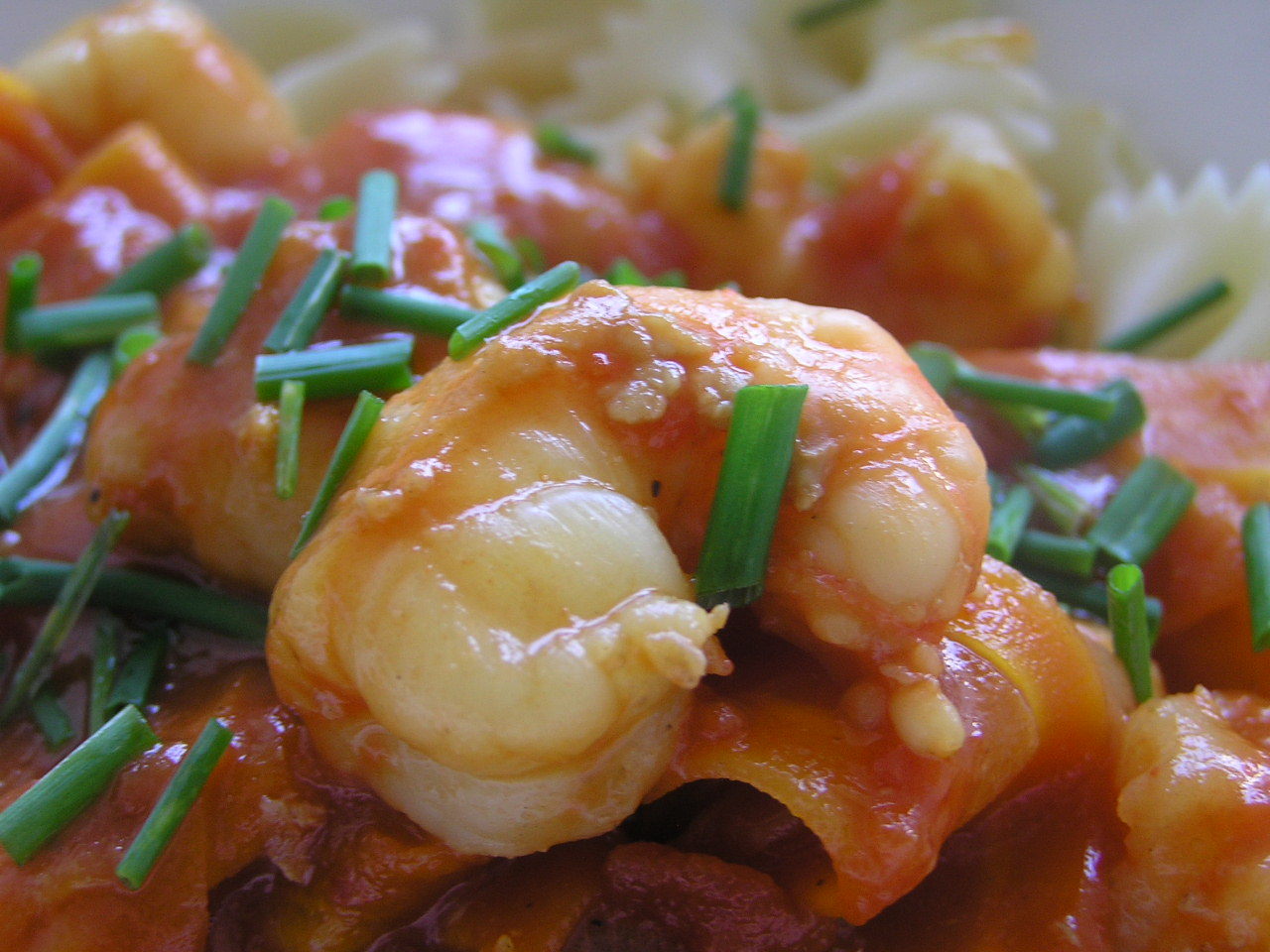
Scampi

Scampi is de naam die in België en Nederland gebruikt wordt voor enkele voor consumptie geschikte kreeftachtigen, die ook wel 'reuzengarnaal' heten. Daarbij doelt men vaak op de witpootgarnaal (Litopenaeus vannamei), maar ook wel op de black tiger of grote tijgergarnaal (Penaeus monodon) en de zoetwatergarnaal Macrobrachium rosenbergii.
Het woord 'scampi' heeft dus niet overal dezelfde betekenis, wat voor verwarring zorgt.
Wat men in België en Nederland scampi noemt, zijn reuzengarnalen uit Zuidoost-Azië, die gekweekt worden in zoet of zout water. De meeste reuzengarnalen worden in Europa in de handel aangeboden in diepgevroren toestand.
In België worden alle grote garnalen zonder kop (in diepvries) 'scampi' genoemd en deze met kop 'gamba'. Scampi (garnaalstaarten) kunnen gepeld zijn of enkel nog de schalen van het uiteinde van de staart hebben (party scampi's). De meeste scampi's worden in de handel ontdarmd aangeboden. Het darmkanaal kan je zelf verwijderen door op de rugzijde een ondiepe inkeping te maken en het donkere of doorschijnende kanaal weg te wrijven. Bekende recepten met scampi's zijn "scampi fritti" (gefrituurde scampi's met een deeglaagje), "scampi's met look" en "scampi diabolique". Dit laatste is zelfs het vijfde meest populaire recept uit het Belgische tv-programma Dagelijkse kost.
De Italiaanse benaming 'scampi' (enkelvoud 'scampo'), heeft in het Nederlands geleid tot het gebruik van het stapelmeervoud 'scampi's'. Beide meervoudsvormen mogen echter gebruikt worden.